# Rebelión de Robert
La Rebelión de Robert, conocida también como Guerra del Usurpador, es un conflicto ficticio que tiene lugar en la saga de libros Canción de hielo y fuego del escritor estadounidense George R. R. Martin. El conflicto se debió a la rebelión de Robert Baratheon y sus partidarios contra el Trono de Hierro y la Casa Targaryen. Su resolución significó el fin de la dinastía Targaryen y la casi total extinción de los mismos, con la excepción de los pequeños Viserys y Daenerys Targaryen. Robert Baratheon fue proclamado Rey de los Siete Reinos bajo el nombre de Robert I.

## Antecedentes
Aerys II Targaryen había sido durante 20 años el Rey de los Siete Reinos desde el Trono de Hierro de Desembarco del Rey. Junto a Tywin Lannister, su Mano del Rey, ambos gobernaron exitosamente los reinos trayendo un período de paz y prosperidad. Sin embargo, Aerys descendió más y más en la locura, desarrollando un carácter paranoico y cruel. Ante el desprecio y la ingratitud del rey, Tywin renunció a su puesto como Mano y regresó a Roca Casterly.

Era imposible no darse cuenta de que el rey enloquecía por momentos. Desde Dorne hasta el Muro, los hombres habían empezado a referirse a Aerys II como «Rey Loco». En Desembarco del Rey lo llamaban «Rey Costra» por la cantidad de veces que se había cortado con el Trono de Hierro.
El mundo de hielo y fuego

Ante la errática conducta del rey, comenzó a rumorearse en la corte que el príncipe y heredero Rhaegar Targaryen planeaba destronar a su padre. Rhaegar se hallaba en Rocadragón, que había convertido en su residencia habitual, junto a su esposa Elia Martell. Tras un torneo en Harrenhal, el príncipe Rhaegar secuestró a Lyanna Stark, la prometida de Robert Baratheon e hija de lord Rickard Stark, Guardián del Norte y Señor de Invernalia. Brandon Stark, su hijo mayor y heredero, acudió a la capital a demandar justicia al rey pidiendo que le fuera entregada la cabeza del príncipe Rhaegar; el rey Aerys respondió arrestando y ejecutando tanto al propio Brandon como a su padre lord Rickard.
Tras este acto, Aerys ordenó a Jon Arryn que le entregara las cabezas de Robert Baratheon y del nuevo Señor de Invernalia, Eddard Stark. Lord Jon Arryn, que era el tutor de ambos, se negó a hacerlo y los tres decidieron llamar a sus abanderados en un levantamiento contra el Trono de Hierro. La Casa Tully se uniría a la rebelión cuando sus señor, lord Hoster Tully, casó a sus hijas Catelyn Tully y Lysa Tully con Eddard Stark y Jon Arryn respectivamente.

### Inicio de la rebelión
Las casas Baratheon, Stark y Arryn corrieron a llamar a sus abanderados. Aerys ordenó a todas las Casas nobles a combatir a los rebeldes. Jon Arryn tuvo que someter a la Casa Grafton, la cual se mantuvo leal al Trono de Hierro; Hoster Tully tuvo que combatir a las casas Mooton, Ryger y Darry que también se mantuvieron fieles; Robert Baratheon partió a las Tierras de Tormentas para acabar con las Casas leales a los Targaryen.
Las casas Lannister y Greyjoy decidieron mantenerse neutrales, a la vez que las casas Tyrell y Martell se mantuvieron fieles al Trono de Hierro. Por su parte, los rebeldes escogieron como líder a Robert Baratheon, el cual, aprovechando la consanguinidad de los Baratheon y los Targaryen, se proclamó como pretendiente al Trono de Hierro.

## Desarrollo
Robert Baratheon acudió a reunir a sus vasallos a las Tierras de Tormentas, pero antes tuvo que subyugar a las Casas que se mantuvieron fieles a los Targaryen: las Casas Fell, Cafferen y Grandison. Robert demostró su pericia militar derrotándolos en tres batallas consecutivas. Ahora con las Tierras de Tormentas bajo su autoridad, podía marchar contra el Dominio para asegurar su frontera occidental. Randyll Tarly, señor de la Casa Tarly, lideró la vanguardia de los ejércitos del Dominio y derrotó a Robert en la Batalla de Vado Ceniza, obligándolo a retirarse.
Robert decide acudir al norte para reunirse con sus aliados, pero eso significa dejar expedito el camino hacia las Tierras de Tormentas para los señores del Dominio, que pronto pusieron asedio a Bastión de Tormentas. Robert llega a la ciudad de Septo de Piedra, donde derrota a la nueva Mano del Rey de Aerys, Jon Connington. Esta derrota lleva a Aerys a destituir a Connington, enviar a dos de sus Guardias Reales para reunir a los supervivientes, y mandar buscar a su hijo Rhaegar para que se pusiera al mando del nuevo ejército reclutado.

### Batalla del Tridente
El príncipe Rhaegar había permanecido durante el conflicto en Dorne custodiando a Lyanna Stark. Tras dejar a tres de sus Guardias Reales, acudió a ponerse al mando del nuevo ejército; las fuerzas Targaryen sumaban 40.000 hombres, mientras que los rebeldes sumaban unos 35.000 aproximadamente. Si bien los realistas contaban con la ventaja de la superioridad numérica, los rebeldes contaban con mayor experiencia en combate.
Ambos bandos confluyeron en un cauce del río Tridente. Inicialmente la batalla estuvo pareja, hasta que Robert eliminó al príncipe Rhaegar en batalla singular. La muerte de su comandante desbarató las líneas de los realistas, que huyeron en desbandada. La victoria suponía un éxito total para los rebeldes, sin embargo, Robert quedó herido durante la batalla y no estaba en condiciones de dirigir las tropas hacia Desembarco del Rey, de modo que delegó en su amigo Eddard Stark tal misión.

### Saqueo de Desembarco del Rey
Al enterarse de la muerte de su hijo y de la destrucción de su ejército, el rey Aerys ordenó cerrar las puertas de la capital, envió a su esposa y a su hijo a Rocadragón y ordenó acumular gran cantidad de fuego valyrio bajo Desembarco del Rey con la intención de prenderlo cuando llegaran los rebeldes. La oposición de su Mano del Rey a esta decisión hizo que el rey ordenara quemarlo con fuego valyrio y después nombró al líder de sus piromantes como nueva Mano.
Hasta aquel momento, lord Tywin Lannister no había tomado parte en el conflicto, pero tras el Tridente decidió que los Targaryen estaban acabados. Tywin llegó con 10.000 hombres a las puertas de Desembarco del Rey proclamando su lealtad al rey; Varys recomendó al rey que desconfiara, mientras que el gran maestre Pycelle le aconsejó que abriera las puertas a su viejo amigo. Aerys hizo caso al segundo, desatándose entonces un brutal saqueo de la capital a manos de las huestes Lannister. Aerys le ordenó a Jaime Lannister, el único Guardia Real que había en la capital, que matara a su padre y después ordenó prender el fuego valyrio acumulado. En lugar de obedecerlo, Jaime asesinó al rey Aerys y después a los piromantes.
Mientras tanto, las huestes Lannister asaltaron la Fortaleza Roja. Por orden de lord Tywin, Ser Gregor Clegane acabó con la vida de Elia Martell, la esposa del difunto Rhaegar, y con su hijo Aegon, al cual asesinó ante los ojos de su madre para después violarla. La princesa Rhaenys, por su parte, fue asesinada por otro de los hombres de Tywin, asestándole decenas de puñaladas.
Eddard Stark llega a la ciudad después de producirse el saqueo y se encuentra a Jaime sentado en el Trono de Hierro con el cadáver de Aerys a sus pies. Para cuando Robert llegó, Tywin le presentó los cadáveres de Aegon y Rhaenys como muestra de lealtad; Eddard se mostró asqueado, Robert complacido. Ambos amigos discutieron y Eddard decidió marcharse a Bastión de Tormentas a levantar el asedio que los Tyrell estaban llevando a cabo.

### Fin del conflicto
Bastión de Tormentas llevaba bajo el asedio de los Tyrell desde que Robert fue derrotado en Vado Ceniza. El hermano de éste, Stannis, había quedado al mando de la defensa de la fortaleza. Lord Mace Tyrell dirigió el asedio de las fuerzas terrestres mientras la flota Redwyne bloqueaba el acceso a la Bahía de los Naufragios. El asedio se llevaba prolongando casi un año y los defensores estaban al borde de la extenuación y se habían visto obligados a alimentarse de perros y ratas. Cuando la situación parecía desesperada, un contrabandista llamado Davos Seaworth burló el bloqueo de la flota y llevó víveres a los sitiados, permitiéndoles resistir hasta la llegada de Eddard Stark. Lord Stark parlamentó con los Tyrell, los cuales acordaron levantar el sitio y aceptar jurar lealtad a Robert Baratheon a cambio de que se les otorgara el perdón por su lealtad a los Targaryen.
El rey Aerys había enviado a su esposa y a su hijo a Rocadragón. Allí, la reina había dado a luz a Daenerys Targaryen, muriendo a consecuencia del parto. Robert puso al mando de la flota a su hermano Stannis con el objetivo de tomar Rocadragón y capturar a los pequeños Targaryen. Sin embargo, los niños fueron trasladados a la Ciudad Libre de Braavos por uno de sus leales, Ser Willem Darry. Stannis pudo tomar la isla-fortaleza, pero fracasó ante los ojos de su hermano por no poder hacerse con los pequeños Viserys y Daenerys.
Una vez levantó el asedio sobre Bastión de Tormentas, Eddard Stark acudió a rescatar a su hermana Lyanna, la cual se hallaba en un lugar llamado Torre de la Alegría, en Dorne. Acudió junto a seis de sus camaradas, enfrentándose a tres de los Guardias Reales de Rhaegar: Ser Arthur Dayne, Ser Oswell Whent, y el Lord Comandante Gerold Hightower, los encargados de custodiar a Lyanna. Tras el enfrentamiento, únicamente el propio Ned Stark y uno de sus camaradas, Howland Reed, quedaron vivos tras la confrontación. Ya en el interior de la torre, Eddard se encontró a su hermana moribunda en una cama, tendida sobre un charco de sangre y rosas azules; con su último aliento, Lyanna le arrancó una promesa a Eddard que le atormentaría durante el resto de su vida.

## Consecuencias
Una vez finalizado el conflicto, Robert fue proclamado como Rey de los Siete Reinos y nombró a Jon Arryn como su Mano del Rey. Lord Arryn logró que la Casa Martell también jurara lealtad a Robert, si bien esto no fue más que una estrategia por parte de Doran Martell, príncipe de Dorne, el cual conspiró desde un primer momento para derrocar a los Baratheon en apoyo de Viserys Targaryen, el hijo y heredero del rey Aerys, tal y como se confirma en el volumen Festín de cuervos.
Pese a haber ganado la guerra, lord Arryn sabía que el reinado de Robert sería inestable a menos que se asegurara importantes apoyos, de manera que decidió casar a Robert con la hija de lord Tywin Lannister, Cersei Lannister. El matrimonio pronto se constató como infeliz, pues Cersei además mantenía una relación incestuosa con su hermano Jaime. Robert y Cersei llegarían a tener tres hijos, los cuales fueron, en realidad, engendrados por Cersei y su hermano.
Por su parte, la Casa Targaryen quedó prácticamente extinguida exceptuando a los pequeños Viserys y Daenerys Targaryen, los cuales fueron criados por Ser Willem Darry en Braavos. Tras la muerte de éste, ambos pequeños vagaron por las Ciudades Libres tratando de recabar apoyos para recuperar el Trono de Hierro. Esta es la situación inicial al comenzar la saga en volumen Juego de tronos, estando los jóvenes Targaryen en casa del magíster Illyrio Mopatis en Pentos.